# 윤종도

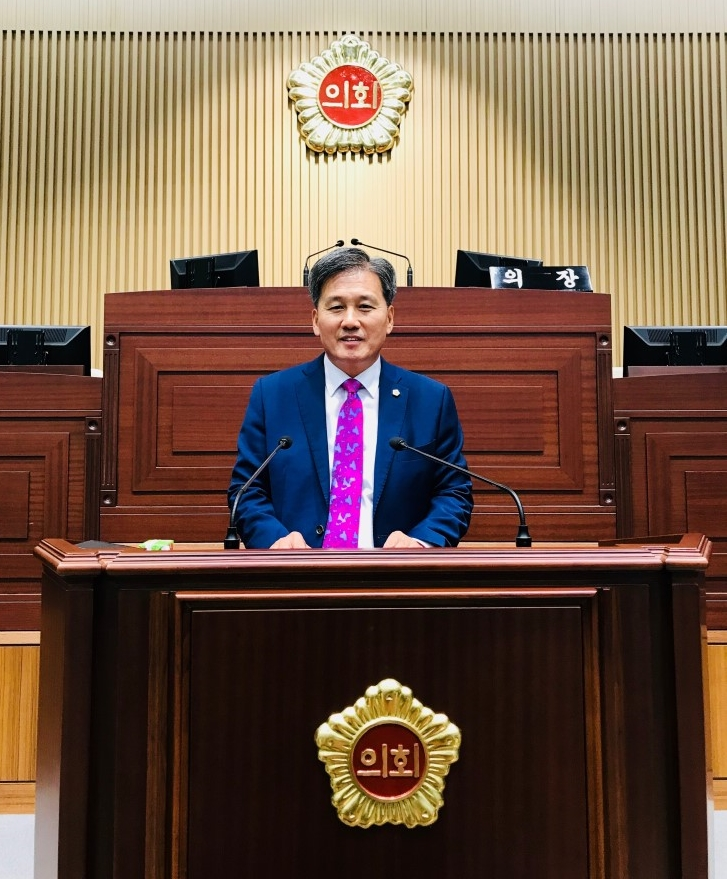
경상북도의회의원 윤종도

윤종도(尹鍾道, 1958년 10월 24일 ~ )는 대한민국의 정치인이다. 제10대(2014년 7월 1일 ~ 2018년 6월 30일) 경상북도의회 의원이다.

## 학력
- 주왕산초등학교
- 부동중학교
- 청송고등학교
- 경일대학교 행정학과 졸업

## 경력
- 청송군 4-H 연합회장
- 농업경영인 청송군연합회 사무국장
- 농업경영인 청송군연합회 부회장
- 청송 청년회의소 회장
- 청송군 탁구협회 회장
- 청송경찰서 경찰발전위원장
- 청송새마을금고 이사
- 바르게살기운동 청송군협의회 회장
- 바르게살기운동 경상북도협의회 부회장
- 경상북도 지체장애인 청송군지회 후원회장
- 2014.07 ~ 2018.06 : 제10대 경상북도의회 의원 (초선, 청송군 선거구)[1]
- 전)경상북도의회 윤리특별위원회 부위원장
- 전)경상북도의회 농수산위원회 위원
- 전)경상북도의회 대구공항이전 특별위원회 위원
- 전)경상북도의회 정책연구위원회 위원

## 역대 선거 결과
|  | 27.33% |

|  | 54.69% |

|  | 48.53% |